# Gotta Serve Somebody
«Gotta Serve Somebody» es una canción del músico estadounidense Bob Dylan publicada en su decimonoveno álbum de estudio Slow Train Coming en 1979.
"Gotta Serve Somebody" fue ganadora del Premio Grammy a la Mejor Interpretación Vocal Masculina en 1980 y supuso el primer éxito de Dylan en tres años, tras el sencillo "Hurricane". El álbum, Slow Train Coming, alcanzaría el puesto 2 en las listas de éxitos británicas y fue certificado como disco de platino en Estados Unidos, donde se alzó hasta el puesto 3. La canción fue grabada en el Muscle Shoals Sound Studios de Muscle Shoals, Alabama. Fue, además, su último sencillo de éxito, alcanzando el puesto #24 del Hot 100 de Billboard, teniendo mayor relevancia a partir de entonces sus trabajos de estudio en detrimento de los sencillos extraídos de los mismos. 
La canción fue incluida en la banda sonora de la serie de televisión "The Sopranos".
En 2003, el título de la canción sirvió para dar nombre a un álbum integrado por canciones de carácter religioso y compuestas por Dylan, Gotta Serve Somebody: The Gospel Songs of Bob Dylan.

## Origen y lírica
"Gotta Serve Somebody" es la primera canción grabada para el álbum que testifica la conversión de Dylan al cristianismo. El compositor de la canción se inspiró en el Antiguo y Nuevo Testamento. Está escrito en el libro de Josué: 

"Y si mal os parece servir a Jehová, escogeos hoy a quién sirváis; si a los dioses a quienes sirvieron vuestros padres, cuando estuvieron al otro lado del río, o a los dioses de los amorreos en cuya tierra habitáis; pero yo y mi casa serviremos a Jehová." (24:15).

Y en el Evangelio de Mateo: 

"Ninguno puede servir a dos señores; porque o aborrecerá al uno y amará al otro, o estimará al uno y menospreciará al otro. No podéis servir a Dios y a las riquezas." (6:24).

En la Biblia, el dinero es el símbolo de la riqueza material y la codicia. Por lo tanto, Dylan lidera su cruzada contra la posesión de riqueza como la meta de la vida en la tierra. Quienquiera que sea - embajador, jugador, campeón de peso pesado, socialista, hombre de negocios, ladrón de clase alta, predicador, rico, pobre, ciego o cojo - ¡a quién le importa! Todos debemos servir a Dios. Aunque este mensaje es universal, está destinado principalmente al propio Dylan. Así, cuando canta: "Podrías ser un adicto al rock 'n' roll saltando en el escenario / Podrías tener drogas a tu disposición, mujeres en una jaula", las líneas tratan sobre su elevado estatus de ídolo desde principios de los años 60. Durante una entrevista con una emisora de radio en diciembre de 1979, Dylan dijo, "No canto ninguna canción que no me haya sido dada por el Señor para cantar".

## Producción
Bob Dylan y sus músicos grabaron "Gotta Serve Somebody" durante la quinta sesión de Slow Train Coming el 4 de mayo de 1979. Se grabaron cuatro tomas, la tercera fue elegida para futuras grabaciones. Desde las primeras notas, su entrada directa es impactante, casi amenazante en su forma. El ritmo es pesado, tal vez demasiado estático. Barry Beckett en el piano eléctrico añade notas de blues y espiritualidad a la pieza. El periodista de rock Phil Sutcliffe explicó en la revista Mojo: "Pero cuando el coproductor de Jerry Weller, Barry Beckett, conoció a Dylan en Muscle Shoals, buscó en el teclado tres notas lo suficientemente sombrías como para anunciar 'Gotta Serve Somebody'... Ese día de mayo de 1979, desde Mark Knopfler y Pick Withers de Dire Straits hasta las coristas negras, todos tenían la canción y todos sentían a Dylan. No importaba lo que supieran de los recientes sucesos en la vida personal de Dylan -el divorcio, la mala crítica que sufrió por Renaldo y Clara, la insondable dureza con que se tomó la muerte de Elvis-, sentían hasta la médula su terror y confusión".
El excelente piano eléctrico de Beckett (añadido como sobregrabación el 11 de mayo) domina la mezcla, como si tratara de amenazar a los que no escuchan el mensaje de Dylan. Incluso Knopfler en la guitarra rítmica permanece en el fondo. Tras la confusión de Street Legal, este nuevo enfoque permite a Dylan dar su mayor vocal de estudio, por el que ganó el premio Grammy a la mejor actuación vocal masculina de rock en 1979. Acompañado de magníficas voces de armonía del coro, Dylan abandona su propia guitarra, algo extremadamente raro en su discografía.
Sin embargo, "Gotta Serve Somebody" fue casi excluida del listado de canciones de "Slow Train Coming". Cuando Jerry Wexler empezó a recoger las cintas del álbum, Dylan recuerda: "Tuve que luchar para incluirlo en el álbum, fue ridículo".
La canción fue lanzada como sencillo el 20 de agosto de 1979 (con "Trouble in My Mind" en el lado B). El sencillo alcanzó el número 24 en las listas de Billboard en octubre. Desde el concierto en el Fox Warfield Theater de San Francisco el 1 de noviembre de 1979, Dylan la ha cantado más de cuatrocientas veces.

## Versiones
La banda de New Wave Devo versionó la canción en varios conciertos durante la formación de sus alter ego Dove - The Band of Love. La versión era interpretada por el alter ego de Mark Mothersbaugh, Booji Boy.
En respuesta a "Gotta Serve Somebody", John Lennon compuso la canción "Serve Yourself", que no llegó a grabar en un estudio de grabación, en 1980. Una versión casera del tema fue publicado en 1998 en John Lennon Anthology.